# Championnat d'Europe de baseball 1954
Navigation
Édition suivante
Le championnat d'Europe de baseball 1954, première édition du championnat d'Europe de baseball, a lieu les 26 et 27 juin 1954 à Anvers, en Belgique. Il est remporté par l'Italie.

## Équipes participantes
Le championnat d'Europe est disputée par quatre des cinq nations fondatrices de la Confédération européenne de baseball nouvellement créée, l'Allemagne, la Belgique, l'Espagne et l'Italie. La France n'a pu aligné une équipe dans les temps.

## Résultats
|  | Demi-finales          | Demi-finales          |                        |    | Finale                | Finale                |
|  | Demi-finales          | Demi-finales          |                        |    | Finale                | Finale                |
|  |                       |                       |                        |    |                       |                       |
|  | 26 juin 1954 à Anvers | 26 juin 1954 à Anvers |                        |    | 27 juin 1954 à Anvers | 27 juin 1954 à Anvers |
|  | 26 juin 1954 à Anvers | 26 juin 1954 à Anvers |                        |    | 27 juin 1954 à Anvers | 27 juin 1954 à Anvers |
|  | Italie                | 6                     |                        |    | 27 juin 1954 à Anvers | 27 juin 1954 à Anvers |
|  | Italie                | 6                     |                        |    | 27 juin 1954 à Anvers | 27 juin 1954 à Anvers |
|  | Belgique              | 1                     |                        |    | 27 juin 1954 à Anvers | 27 juin 1954 à Anvers |
|  | Belgique              | 1                     | Italie                 | 7  |                       |                       |
|  | 26 juin 1954 à Anvers |                       | Italie                 | 7  |                       |                       |
|  |                       | Espagne               | 4                      |    |                       |                       |
|  | Espagne               | Espagne               | 4                      | 10 |                       |                       |
|  | Espagne               |                       |                        | 10 |                       |                       |
|  | Allemagne             | 4                     |                        |    |                       |                       |
|  | Allemagne             | 4                     | Match pour la 3e place |    |                       |                       |
|  |                       |                       |                        |    |                       |                       |
|  | 27 juin 1954 à Anvers |                       |                        |    |                       |                       |
|  |                       |                       |                        |    |                       |                       |
|  | Belgique              | 12                    |                        |    |                       |                       |
|  | Belgique              | 12                    |                        |    |                       |                       |
|  | Allemagne             | 5                     |                        |    |                       |                       |
|  | Allemagne             | 5                     |                        |    |                       |                       |